# Jan Willem van Kempen
Jan Willem van Kempen (Gennep, 5 februari 1917 – 30 januari 1964) was een Nederlands politicus van de KVP.
Hij werd geboren als zoon van Willem Frans Hubert van Kempen (1877-1966) en Christina Helena Wilhelmina van Bergen (1881-1965). In 1947 volgde hij J.L.H. Claessen op als gemeentesecretaris van Beesel nadat deze daar burgemeester geworden was. Van Kempen werd in 1956 benoemd tot burgemeester van Grubbenvorst. In 1960 werd hij tevens waarnemend burgemeester van Bergen omdat burgemeester A.A.M. van Mackelenbergh ziek was. Een jaar later gaf Van Kempen het burgemeesterschap van Grubbevorst op om burgemeester van Bergen te worden. In 1963 onderging hij een operatie en na een langdurirge ziekte overleed Van Kempen begin 1964 op 46-jarige leeftijd.
In Bergen is naar hem de 'Burgemeester van Kempenstraat' vernoemd.